# Euphyia spatiosata
Euphyia spatiosata är en fjärilsart som beskrevs av W. Warren 1908. Euphyia spatiosata ingår i släktet Euphyia och familjen mätare. Inga underarter finns listade i Catalogue of Life.